# Aimoin
Aimoin de Fleury (em latim: Aimoinus Floriacensis; Villefranche-de-Lonchat ou Francs, c. 960 — abadia de Fleury em Saint-Benoît-sur-Loire, c. 1010) foi um cronista francês da Idade Média.

## Biografia
Aimoin juntou-se aos beneditinos da abadia de Fleury por volta de 980, quando ainda era jovem. Lá, tornou-se discípulo do abade Abão de Fleury, cuja Vida ele escreveu após vê-lo ser assassinado durante uma viagem à abadia de La Réole em 1004.

## Obras

### Historiæ Francorum
Sua Historiæ Francorum Libri IV (que não deve ser confundido com o Liber historiæ Francorum), “a mais antiga e importante compilação de fontes sobre a história da França, foi composto antes de 1004 sob as ordens de Abão de Fleury. O projeto inicial era cobrir a história dos francos desde suas origens até a ascensão de Pepino, o Breve. A obra deveria consistir em quatro livros, precedidos por uma introdução sobre a geografia da Gália e da Germânia. O último livro vai somente até 654, o 16.º ano do reinado de Clóvis II, seja porque o autor nunca o terminou ou porque perdemos o final dele.
Aimoin não somente não cita seus autores, mas acrescenta a eles com seus próprios recursos, modifica-os, confunde sua cronologia, os contradiz e se expõe alegremente a críticas que, segundo ele, não deveriam comovê-lo. Além disso, seu relato não é mais do que uma breve indicação dos fatos, que ele não tenta trazer à vida com todos os seus detalhes, e dos quais ele não busca nem as causas, nem as consequências.— 
Essa crônica foi publicada por :
- Guillaume Petit (sob o nome Annonius, De regum procerumque Francorum origine gestisque, 1514[5]);[6]
- Jean Nicot (1567);[6]
- Jacques du Breul (Histoire des Francs, 1602 (ou 1603?)):[6] ele conclui a obra original até o final do capítulo xl do livro IV; a primeira continuação vai até o meio do capítulo xlvii do livro V, e a segunda continuação termina o livro V no capítulo lvii;[7]
- Segundo Molinier: Jean du Bois (na Bibliotheca Floriacensis, 1605)[6] — mas Migne escreve que essa edição, erroneamente indicada por Fabricius, não existia;[8]
- Marquard Freher (Recueil d'historiens de France, 2.ª parte, 1613);[8][c]
- André Du Chesne [d] (Recueil des historiens français, vol. 3, 1-120, 1641);[6]
- Martin Bouquet (Rerum gallicarum et francicarum scriptores, vol. 3, 21–143, 1738 ou pouco depois);
- Jacques Paul Migne (Patrologiae cursus completus, 1853).[6]

Serviu de base para o que é conhecido como Chroniques de Saint-Denis, uma continuação revisada e ampliada do original, iniciada na abadia de Saint-Germain-des-Prés no final do século XI e continuada na abadia de Saint-Denis.

#### AsContinuações
Muitos autores usam a(s) Continuação(ões) como referência, mas sem mais detalhes é impossível saber a qual(is) eles estão se referindo; ainda mais porque os próprios historiadores, inclusive os relativamente recentes, também se contradizem. Por exemplo, segundo Jules Viard, uma primeira continuação, escrita no século XI, vai de 654 a 1015. Mas, segundo Luce, a primeira parte das Continuações começa com as origens francas, conforme descrito por Aimoin, e termina em 1031. Esse exemplo é representativo das muitas dicotomias espalhadas pelos estudos dessas Continuações; isso só mostra como tudo é confuso. Para complicar ainda mais a abordagem desses manuscritos, alguns autores dão a eles uma referência numérica, enquanto outros os citam por um acrônimo. Pascale Bourgain compilou muitas dessas indicações em 1999.
Auguste Molinier ressalta que “As continuações até 1165 vêm de Sens e Saint-Germain des Prés”. Sens é raramente mencionado nesse contexto. Bourgain nos diz que se trata da abadia de Saint-Pierre-le-Vif, onde Luce supõe que, por volta de 1015, a compilação chegou com um monge de Fleury liderado pelo arcebispo Seguin ou por seu sobrinho Rainard, que Seguin havia nomeado abade de Saint-Pierre-le-Vif; uma cópia foi interpolada no final do século em Saint-Germain-des-Prés (observe, no entanto, que Seguin foi arcebispo de Sens somente de 978 a 999).
Manuscrito em latim 12711, abreviação G
Originalmente da abadia de Saint-Germain-des-Prés, ele começa com Aimoin. Compreende 175 fólios, em duas partes que correspondem a uma continuação em dois estágios. Ele é completado por referências a Saint-Germain, inseridas em seu lugar cronológico ao longo da narrativa. Os mesmos textos, intercalados com alguns outros, podem ser encontrados no manuscrito do Vaticano, Reg. lat. 550.
- Primeira parte

É uniforme na aparência e na escrita, mas não no conteúdo; está escrita em duas colunas. Segundo Jules Viard, vai de 654 a 1015; segundo Luce, começa com as origens francas, conforme descrito por Aimoin, e termina em 1031.
Foi datado por Ferdinand Lot para o final do século XI e por Jean-François Lemarignier entre 1063 e 1103. Com base na semelhança com um grupo de manuscritos históricos contemporâneos, Jean Dérens identifica o copista como Gislemar, chanceler da abadia por volta de 1070.
Gislemar — se for de fato o copista — exclui o último capítulo do Livro IV de Aimoin, que não lhe interessa por tratar da fundação da abadia de Fleury; ele não dá mais títulos às diferentes seções e, na maioria das vezes, passa de uma fonte para outra dentro da mesma coluna, sem ir para a linha.
- Segunda parte

Bastante curta, foi escrita no século XII e termina no nascimento de Filipe Augusto em 1165. Escrita por dois escribas diferentes, ela teria começado entre 1137 e 1139, ou entre 1169 e 1179, e terminado em 1165, com o nascimento de Filipe Augusto.
Manuscrito em latim 5925, abreviação P
Os textos que o compõem são os do manuscrito latino 12711, com sucessivas adições; os cabeçalhos dos capítulos são marcados por iniciais em marca d'água, alternando vermelho sobre azul e azul sobre vermelho.
Ele foi o ponto de partida para o trabalho historiográfico em Saint-Denis no século XIII e também para as Grandes chroniques de France. Foi certamente um dos manuscritos oferecidos aos historiadores que vieram trabalhar na abadia; esse trabalho foi baseado em uma seleção de textos que já haviam sido estabelecidos. Há outras compilações bastante semelhantes à de Saint-Denis, pelo menos no início, e que serviram de base para ela. Os editores o usaram para editar textos que não são encontrados, ou são raramente encontrados, em outros manuscritos, como as biografias de Filipe Augusto ou Luís VII (para este último, é o único manuscrito conhecido). O início do manuscrito tem sido muito menos usado.
Ele apresenta raras anotações medievais, mas poucas anotações do período moderno e nenhuma referência à edição; isso sugere que ele saiu de uso antes de G e P, tendo sido rebaixado em Saint-Denis pelo manuscrito P, que era regularmente ampliado e continuado. Os sucessivos editores do Pseudo-Turpin e da Vita Ludovici Grossi de Suger citam e classificam P, mas não ele. A obra caiu no esquecimento até se tornar propriedade de Denis Pétau e, posteriormente, chegar ao conhecimento de André Du Chesne. Ela permaneceu menos conhecida e pouco relatada pelos historiadores do século XVII.
Manuscrito do Vaticano, Reg. lat. 550
(O “Reg.” significa “Reginensi”)
Esse manuscrito foi criado em Saint-Denis (abreviação R), no final do século XII ou nos primeiros anos do século XIII. Ele também está escrito em duas colunas e traz as palavras duas vezes, com tinta ligeiramente diferente: Vincentius cantor me fecit fieri (final do século XIII?), mas não temos nenhum outro conhecimento sobre esse cantor Vincent.
Em seguida, pertenceu a Denis Pétau (1583–1652) antes de passar para a Rainha Cristina (1626–1689); após sua morte em 1689, sua biblioteca foi comprada por Pietro Ottoboni (1610–1691), o futuro Papa Alexandre VIII; a biblioteca de Ottoboni foi, por sua vez, comprada pelo Vaticano em meados do século XVIII.
Ele contém essencialmente os mesmos textos que o manuscrito G, exceto pelos acréscimos relativos a Saint-Germain-des-Prés que não aparecem no manuscrito do Vaticano; por outro lado, este último inclui, combinado com o texto de Aimoin, a Gesta Dagoberti primi e a totalidade de Eginard e a Crônica de Pseudo-Turpin.

### Outros trabalhos
Ele também escreveu:
- um poema Translatio Patris Benedicti (lit.: “Transferência do [corpo de nosso] Pai Bento”) sobre a transferência das relíquias da abadia territorial de Montecassino para a abadia de Fleury.
- a De miraculis S. Benedicti libri II, que relata os milagres atribuídos a São Bento desde o reinado de Eudo até o de Roberto, o Piedoso. É uma fonte de informações para a história da época e, especialmente, para a história da abadia de Fleury.
- un Sermo in festivitatibus S. P. Benedicti libri II. Coletânea de todos os elogios em verso ou prosa de Bento que o autor coletou.
- aVita et martyrium S. Abbonis abbatis (lit.: “Vida e martírio de Santo Abão, abade”), na qual o autor deu o melhor de si, tanto em termos de conteúdo quanto de forma literária.
- a Histoire des abbés de Fleury (História dos abades de Fleury), agora perdida.[4]